# Église Saint-Martin de Poix-Terron
L'église Saint-Martin est une église majoritairement romane située à Poix-Terron, en France.
Un épisode sanglant des guerres de religion s'est déroulé en ce lieu.

## Description
Cette église est d'un volume imposant, impression renforcée par son positionnement en hauteur, et par les contreforts. Elle est bâtie avec des pierres blanches. On y accède par un double escalier. La façade occidentale et le portail sont d'un style roman tardif. La façade est sans ornementation, le tympan est nu. Le portail est sobrement décoré de voussures nues plein cintre, s'appuyant sur des colonnettes à chapiteaux sculptées d'un feuillage plat.
Le bâtiment est constitué d'une nef et de bas-côtés, recouverts d'un plafond reposant sur des colonnes rondes. Cette nef conduit à un transept vouté sur croisées d'ogives du XVIe siècle, et un chœur à chevet plat. Le bras sud du transept se termine par une tour massive, du premier âge gothique, dépourvue d'ornementation.

## Localisation
L'église est située sur la commune de Poix-Terron, dans le département français des Ardennes. Elle est placée au bord de la rue principale traversant le village, la Grande Rue, légèrement en hauteur, vers la sortie pour Yvernaumont ou Villers-sur-le-Mont.

## Historique
La paroisse de Poix est cité dès 1237.
Un épisode sanglant des guerres de religion s'est déroulé en ce lieu. Après l'accès au trône d'Henri IV, le catholique Louis de Gonzague, duc de Rethel, resté neutre pendant quelque temps, prend finalement parti pour le nouveau souverain, et s'attaque aux troupes de la Ligue catholique menées dans la région par Antoine de Saint-Paul, le duc Charles de Mayenne ayant confié à ce capitaine ce commandement. Le 24 octobre 1590, Louis de Gonzague  massacre 600 ligueurs dans le cimetière et dans l'église. Une plaque rappelle les faits. Il est possible que cette tuerie ait des origines plus politiques que religieuses, opposant des troupes catholiques à d'autres troupes catholiques et que Louis de Gonzague ait voulu contenir l'influence régionale de la maison de Guise. L'église avait déjà été assiégée le 8 juillet 1651.
Dans le pouillé de Bauny en 1780, les seigneurs de la paroisse de Poix sont la vicomtesse de Duremort, Monsieur de Seure à Gruyères, Monsieur de Crèvecœur à Mazerny. Les décimateurs sont le curé de Poix, l'abbé de Mouzon, le séminaire de Reims, l'abbé de Saint-Hubert, l'abbé d'Élan, l'abbé de Saint-Vincent de Laon, la collégiale Saint-Pierre de Mézières.−
L'édifice est inscrit au titre des monuments historiques en 1926. En 2008, les vitraux ont été restaurés et un vitrail consacré à saint Martin a été créé
Une dalle de Louise de Villelongue se trouvait en l'église, elle fut déplacée en l'église Thrugny :

« a la memoire de haute et puissante dame Louise de Villelongue dae de Vassigny, Son et autres lieux dame susdite en son vivant épouse de d'illustre seigneur messire Charles Antoine de Pouilly chevalier Seigneur de Fléville Gruyères, Poix Saint Pierre Champigneules Clephei Maudigny en partie et autres lieux fils de messire César de Pouilly chevalier baron de Cornay seigneur de Fléville ancien capitaine au regiment de Navarre et de demoiselle Charlotte de Pouilly de Ginvry la susdite dame de Poix decedee le 27 novembre 1759 priez Dieu pour le repos de son ame. »

de marbre noir et 1,45 par 0,85m. Le pourtour était rehaussé des blasons de la famille et des collatéraux : Pouilly (burelé d'or et de gueule), Lamet (écartelé aux 1 4  de gueules au 3 2 d'argent à trois maillets d'or avec une bande d'argent sur le tout), Chamisso (d'argent à cinq trèfles de sable 212, deux mains dextre et senestre de sable posées renversées et en pointe), Grandpré (burelé d'or et de gueules), Pouilly de Ginvry, Tassart Vély (de sable, au chef d'or chargé de trois alérions de sable, à la bande d'argent chargé de trois coquilles de gueules brochant sur le tout), Lacourt (de gueules au lambel d'or, de trois pendants, en chef ; à l'étoile et au croissant de fasce, à la fleur de lys d'or en pointe), Maillart (d'azur à l'écusson d'argent et au lion naissant de même), Strinchamp (d'azur à l'écusson d'argent au lion naissant de même), Pouilly Dinet, Noirefontaine (de gueules à trois étriers d'or), Wallin (d'argent aux deux lions léopardés de sable), Lamotte (d'azur au bâton noueux posée en bande d'or), Belloy (d'argent à trois fasces de gueules), Villelongue (écartelé au 1 4 d'argent au lou de sable, au 3 2 d'azur à la gerbe d'or), Carameau (d'argent au sautoir ancré d'or), Tige (d'or à la croix engemée de gueules), le Danois (d'azur à la croix aux extrémités fleurdelisé d'or), Chassimo et Wallin.